# SO703i
FOMA SO703i（フォーマ・エス オー なな まる さん アイ）は、ソニー・エリクソン・モバイルコミュニケーションズ（現・ソニーモバイルコミュニケーションズ）によって開発された、NTTドコモの第三世代携帯電話 (FOMA) 端末である。

## 概要
日本初の香りを着せ替えられる「Style-Upパネル」を採用し、デザイン・カラーにあわせて香りも着せ替えられる。イメージキャラクターは押切もえ。オペレーティングシステムにSymbian OSを採用し、NTTドコモのFOMA向けソフトウエア・プラットフォーム「MOAP」を利用して、SO903iをベースに開発された。
メイン液晶として、703iシリーズ中では最大の2.7型・縦横比16:9のフルワイド液晶を備えている。SONYの液晶テレビ「BRAVIA」の技術を利用してコントラスト向上と輪郭強調を行う高画質化エンジン「RealityMAX」を搭載し、モバイルディスプレイにおいてもメリハリの利いた映像が実現されている。
この端末のボタンはオレンジ色に光る。
同じくソニー・エリクソン製のSO903iと同様、送受信したメールや写真、スケジュールなどをカレンダーの当該日にリンクして記憶する、ライフタイムカレンダー機能が搭載されている。過去のある日がどのような予定で誰とメールしたかなどを振り返ることができる。
SO903iのようなミュージックプレイヤーを搭載しているが、SO903iがATRACおよびMP3にも対応しているのに比べ、AAC形式のみに限定されている。また連続再生時間も、SO903iの最大約47時間に比べ、こちらは約4時間と短い。音楽を聴きながら、メールやiモードをすることはできない。外部メモリーにはmicroSDを採用しており、ATRAC形式の著作権保護機能を備えたメモリースティック PRO Duoには対応していない。このことにより、ソニー・エリクソンの携帯電話としては初めてメモリースティック規格を使用しない機種となった。その他、SO903iと比較してGPS、3Gローミング、内蔵カメラの手ぶれ補正機構やオートフォーカスなどの機能が省かれている。
そのほかの機能はプッシュトーク、メガiアプリ、着うたフル、iCお引っ越しサービスにも対応したおサイフケータイ機能などがあり、70xシリーズでありながら903シリーズに近い機種である。
| 主な対応サービス           | 主な対応サービス                    | 主な対応サービス         | 主な対応サービス                   |
| -------------------------- | ----------------------------------- | ------------------------ | ---------------------------------- |
| DCMX／おサイフケータイ     | うた・ホーダイ                      | 着うたフル／着うた       | デジタルオーディオプレーヤー(AAC)※ |
| 直感ゲーム／メガiアプリ    | Music&Videoチャネル／ビデオクリップ | 3Gローミング             | プッシュトーク                     |
| FOMAハイスピード           | GPS／ケータイお探し                 | デコメール／デコメ絵文字 | iチャネル                          |
| 着もじ                     | テレビ電話／キャラ電                | 電話帳お預かりサービス   | フルブラウザ                       |
| おまかせロック／バイオ認証 | 外部メモリーへiモードコンテンツ移行 | トルカ                   | iC通信／iCお引越しサービス         |
| きせかえツール／マチキャラ | バーコードリーダ／名刺リーダ        | 2in1                     | エリアメール                       |

※バックグラウンド再生には非対応。

## Style-Upパネルとアロマシート
Style-Upパネルとは着せ替え可能なパネルで、背面のカラーバリエーションを変更することができる。Style-Upパネルには半透明の塗装が施されているため、本体背面のサブディスプレイによる時間表示などがパネル表面に浮かぶように表示される。また、各パネルにはそのテーマにあわせた香りの「アロマシート」が添付されている。アロマシートは香りのマイクロカプセルをシート状に形成したものである。香りはマイクロカプセルが弾けることでパネルと本体とのわずかな隙間に溜められ、徐々に放出される。
現在販売されているカラーバリエーションは以下の通り。
- Aqua（爽やかなベルガモットミントの香り）/本体色Aqua Whiteに添付
- Marble（あまいミルキーフローラルの香り）
- Exotic（気ままなトロピカルソルベの香り）
- Romantic（優しいフルーティローズの香り）/本体色Romantic Goldに添付
- Flow（とろけるハニーダージリンの香り)
- Gorgeous（華やぐホワイトムスクの香り）
- Misty（神秘的なオークシトラスの香り）/本体色Misty Blackに添付
- Twilight（安らぐオリエンタルモカの香り）
- Ocean（静寂なディープブルーの香り）

このほか、有名ブランドとコラボレーションした限定パネルが発売されている。

## 歴史
- 2006年12月5日：技術基準適合証明 (TELEC) 通過
- 2006年12月13日：電気通信端末機器審査協会 (JATE)通過
- 2007年1月16日: D703i・F703i・N703iD・P703i・SH703i・SO703i・N703iμ・P703iμ・SO903iTV・D800iDSの開発が発表。
- 2007年2月23日：発売

## 不具合
- 音楽機能関連の不具合
- ミラー